# Volta a Catalunya 2022
101. ročník etapového cyklistického závodu Volta a Catalunya se konal mezi 21. a 27. únorem 2022 ve španělském autonomním společenství Katalánsku a zčásti ve francouzském departementu Pyrénées-Orientales. Celkovým vítězem se stal Kolumbijec Sergio Higuita z týmu Bora–Hansgrohe. Na druhém a třetím místě se umístili Ekvádorec Richard Carapaz (Ineos Grenadiers) a Portugalec João Almeida (UAE Team Emirates). Závod byl součástí UCI World Tour 2022 na úrovni 2.UWT a byl sedmým závodem tohoto seriálu.

## Týmy
Závodu se zúčastnilo všech 18 UCI WorldTeamů a 6 UCI ProTeamů. Alpecin–Fenix a Arkéa–Samsic dostaly automatické pozvánky jako nejlepší UCI ProTeamy sezóny 2021, první jmenovaný tým však svou pozvánku zamítl. Dalších 6 UCI ProTeamů (Burgos BH, Caja Rural–Seguros RGA, Equipo Kern Pharma, Euskaltel–Euskadi, Gazprom–RusVelo a Uno-X Pro Cycling Team) byly vybrány organizátory závodu, Amaury Sport Organisation. 1. března 2022 však UCI oznámila odebrání licencí ruským a běloruským týmům po ruské invazi na Ukrajinu a tým Gazprom–RusVelo se tak závodu nemohl zúčastnit. Všechny týmy přijely se sedmi jezdci kromě týmů Bora–Hansgrohe, Lotto–Soudal a Team Jumbo–Visma se šesti jezdci, celkem se tak na start postavilo 165 závodníků. Do cíle v Barceloně dojelo 94 z nich.
UCI WorldTeamy
- AG2R Citroën Team
- Astana Qazaqstan Team
- Bora–Hansgrohe
- Cofidis
- EF Education–EasyPost
- Groupama–FDJ
- Ineos Grenadiers
- Intermarché–Wanty–Gobert Matériaux
- Israel–Premier Tech
- Lotto–Soudal
- Movistar Team
- Quick-Step–Alpha Vinyl
- Team Bahrain Victorious
- Team BikeExchange–Jayco
- Team DSM
- Team Jumbo–Visma
- Trek–Segafredo
- UAE Team Emirates

UCI ProTeamy
- Arkéa–Samsic
- Burgos BH
- Caja Rural–Seguros RGA
- Equipo Kern Pharma
- Euskaltel–Euskadi
- Uno-X Pro Cycling Team

## Trasa a etapy
| Etapa         | Datum         | Trasa                                            | Vzdálenost | Typ       | Typ                 | Vítěz                  |
| ------------- | ------------- | ------------------------------------------------ | ---------- | --------- | ------------------- | ---------------------- |
| 1             | 21. března    | Sant Feliu de Guíxols – Sant Feliu de Guíxols    | 171,2 km   |           | Rovinatá etapa      | Michael Matthews (AUS) |
| 2             | 22. března    | L'Escala – Perpignan (Francie)                   | 202,4 km   |           | Rovinatá etapa      | Kaden Groves (AUS)     |
| 3             | 23. března    | Perpignan (Francie) – La Molina                  | 161,1 km   |           | Horská etapa        | Ben O'Connor (AUS)     |
| 4             | 24. března    | La Seu d'Urgell – Boí Taüll                      | 166,7 km   |           | Horská etapa        | João Almeida (POR)     |
| 5             | 25. března    | La Pobla de Segur – Vilanova i la Geltrú         | 206,3 km   |           | Rovinatá etapa      | Ethan Vernon (GBR)     |
| 6             | 26. března    | Costa Daurada (Salou) – Costa Daurada (Cambrils) | 167,6 km   |           | Středně těžká etapa | Richard Carapaz (ECU)  |
| 7             | 27. března    | Barcelona – Barcelona                            | 138,6 km   |           | Středně těžká etapa | Andrea Bagioli (ITA)   |
| Celková délka | Celková délka | Celková délka                                    | 1213,9 km  | 1213,9 km | 1213,9 km           | 1213,9 km              |

## Průběžné pořadí
| Etapa          | Vítěz            | Celkové pořadí          | Bodovací soutěž         | Vrchařská soutěž        | Soutěž mladých jezdců   | Soutěž týmů             | Cena bojovnosti  |
| -------------- | ---------------- | ----------------------- | ----------------------- | ----------------------- | ----------------------- | ----------------------- | ---------------- |
| 1              | Michael Matthews | Michael Matthews        | Michael Matthews        | Jonas Iversby Hvideberg | Jonas Iversby Hvideberg | Team Bahrain Victorious | Jonathan Caicedo |
| 2              | Kaden Groves     | Jonas Iversby Hvideberg | Jonas Iversby Hvideberg | Jonas Iversby Hvideberg | Jonas Iversby Hvideberg | Team Bahrain Victorious | Adrià Moreno     |
| 3              | Ben O'Connor     | Ben O'Connor            | Jonas Iversby Hvideberg | Ander Okamika           | Juan Ayuso              | UAE Team Emirates       | Mikel Bizkarra   |
| 4              | João Almeida     | Nairo Quintana          | Jonas Iversby Hvideberg | Mikel Bizkarra          | João Almeida            | UAE Team Emirates       | Marc Soler       |
| 5              | Ethan Vernon     | João Almeida            | Phil Bauhaus            | Mikel Bizkarra          | João Almeida            | UAE Team Emirates       | Urko Berrade     |
| 6              | Richard Carapaz  | Sergio Higuita          | Richard Carapaz         | Sergio Higuita          | Sergio Higuita          | Team Bahrain Victorious | Richard Carapaz  |
| 7              | Andrea Bagioli   | Sergio Higuita          | Kaden Groves            | Sergio Higuita          | Sergio Higuita          | Team Bahrain Victorious | Steven Kruiswijk |
| Konečné pořadí | Konečné pořadí   | Sergio Higuita          | Kaden Groves            | Sergio Higuita          | Sergio Higuita          | Team Bahrain Victorious | neuděleno        |

- Ve 2. etapě nosil Quentin Pacher, jenž byl čtvrtý v bodovací soutěži, modře pruhovaný dres, protože lídr této klasifikace Michael Matthews nosil zeleně pruhovaný dres vedoucího závodníka celkového pořadí, druhý závodník této klasifikace Jonas Iversby Hvideberg nosil červeně pruhovaný dres vedoucího závodníka vrchařské soutěže a třetí závodník této klasifikace Sonny Colbrelli odstoupil před startem etapy.
- Ve 2. etapě nosil Andrea Bagioli, jenž byl druhý v soutěži mladých jezdců, oranžově pruhovaný dres, protože lídr této klasifikace Jonas Iversby Hvideberg nosil červeně pruhovaný dres vedoucího závodníka vrchařské soutěže.
- Ve 3. etapě nosil Michael Matthews, jenž byl druhý v bodovací soutěži, modře pruhovaný dres, protože lídr této klasifikace Jonas Iversby Hvideberg nosil zeleně pruhovaný dres vedoucího závodníka celkového pořadí. Ze stejného důvodu nosil Joan Bou červeně pruhovaný dres pro lídra vrchařské soutěže a Mattias Skjelmose Jensen oranžově pruhovaný dres pro lídra soutěže mladých jezdců.
- V 6. etapě nosil Juan Ayuso, jenž byl třetí v soutěži mladých jezdců, oranžově pruhovaný dres, protože lídr této klasifikace João Almeida nosil zeleně pruhovaný dres vedoucího závodníka celkového pořadí a druhý závodník této klasifikace Sergio Higuita nosil dres kolumbijského národního šampiona.
- V 7. etapě nosil Mikel Bizkarra, jenž byl druhý ve vrchařské soutěži, červeně pruhovaný dres, protože lídr této klasifikace Sergio Higuita nosil zeleně pruhovaný dres vedoucího závodníka celkového pořadí. Ze stejného důvodu nosil João Almeida oranžově pruhovaný dres pro lídra soutěže mladých jezdců.

## Konečné pořadí
| Legenda | Legenda                          | Legenda | Legenda                               |
| ------- | -------------------------------- | ------- | ------------------------------------- |
|         | Označuje lídra celkového pořadí  |         | Označuje lídra soutěže mladých jezdců |
|         | Označuje lídra bodovací soutěže  |         | Označuje lídra soutěže týmů           |
|         | Označuje lídra vrchařské soutěže |         | Označuje vítěze ceny bojovnosti       |

### Celkové pořadí
| Pořadí | Jezdec                           | Tým                    | Čas         |
| ------ | -------------------------------- | ---------------------- | ----------- |
| 1      | Sergio Higuita (COL)             | Bora–Hansgrohe         | 29h 53' 33" |
| 2      | Richard Carapaz (ECU)            | Ineos Grenadiers       | + 16"       |
| 3      | João Almeida (POR)               | UAE Team Emirates      | + 52"       |
| 4      | Nairo Quintana (COL)             | Arkéa–Samsic           | + 53"       |
| 5      | Juan Ayuso (ESP)                 | UAE Team Emirates      | + 1' 08"    |
| 6      | Ben O'Connor (AUS)               | AG2R Citroën Team      | + 1' 10"    |
| 7      | Tobias Halland Johannessen (NOR) | Uno-X Pro Cycling Team | + 1' 13"    |
| 8      | Guillaume Martin (FRA)           | Cofidis                | + 1' 16"    |
| 9      | Torstein Træen (NOR)             | Uno-X Pro Cycling Team | + 1' 27"    |
| 10     | Sam Oomen (NED)                  | Team Jumbo–Visma       | + 1' 55"    |

### Bodovací soutěž
| Pořadí | Jezdec                | Tým                     | Body |
| ------ | --------------------- | ----------------------- | ---- |
| 1      | Kaden Groves (AUS)    | Team BikeExchange–Jayco | 17   |
| 2      | Richard Carapaz (ECU) | Ineos Grenadiers        | 15   |
| 3      | Sergio Higuita (COL)  | Bora–Hansgrohe          | 15   |
| 4      | João Almeida (POR)    | UAE Team Emirates       | 11   |
| 5      | Ben O'Connor (AUS)    | AG2R Citroën Team       | 10   |
| 6      | Andrea Bagioli (ITA)  | Quick-Step–Alpha Vinyl  | 10   |
| 7      | Ethan Vernon (GBR)    | Quick-Step–Alpha Vinyl  | 10   |
| 8      | Nairo Quintana (COL)  | Arkéa–Samsic            | 10   |
| 9      | Juan Ayuso (ESP)      | UAE Team Emirates       | 8    |
| 10     | Attila Valter (HUN)   | Groupama–FDJ            | 6    |

### Vrchařská soutěž
| Pořadí | Jezdec                 | Tým               | Body |
| ------ | ---------------------- | ----------------- | ---- |
| 1      | Sergio Higuita (COL)   | Bora–Hansgrohe    | 28   |
| 2      | Mikel Bizkarra (ESP)   | Euskaltel–Euskadi | 21   |
| 3      | Ander Okamika (ESP)    | Burgos BH         | 20   |
| 4      | Marc Soler (ESP)       | UAE Team Emirates | 20   |
| 5      | Steven Kruiswijk (NED) | Team Jumbo–Visma  | 17   |
| 6      | João Almeida (POR)     | UAE Team Emirates | 16   |
| 7      | Juan Ayuso (ESP)       | UAE Team Emirates | 16   |
| 8      | Jesús Herrada (ESP)    | Cofidis           | 15   |
| 9      | Nairo Quintana (COL)   | Arkéa–Samsic      | 14   |
| 10     | Quentin Pacher (FRA)   | Groupama–FDJ      | 12   |

### Soutěž mladých jezdců
| Pořadí | Jezdec                           | Tým                    | Čas         |
| ------ | -------------------------------- | ---------------------- | ----------- |
| 1      | Sergio Higuita (COL)             | Bora–Hansgrohe         | 29h 53' 33" |
| 2      | João Almeida (POR)               | UAE Team Emirates      | + 52"       |
| 3      | Juan Ayuso (ESP)                 | UAE Team Emirates      | + 1' 08"    |
| 4      | Tobias Halland Johannessen (NOR) | Uno-X Pro Cycling Team | + 1' 13"    |
| 5      | Carlos Rodríguez (ESP)           | Ineos Grenadiers       | + 2' 50"    |
| 6      | Mattias Skjelmose Jensen (DEN)   | Trek–Segafredo         | + 2' 54"    |
| 7      | Javier Romo (ESP)                | Astana Qazaqstan Team  | + 12' 35"   |
| 8      | Attila Valter (HUN)              | Groupama–FDJ           | + 17' 35"   |
| 9      | Sylvain Moniquet (BEL)           | Lotto–Soudal           | + 20' 50"   |
| 10     | Henri Vandenabeele (BEL)         | Team DSM               | + 23' 52"   |

### Soutěž týmů
| Pořadí | Tým                                | Čas         |
| ------ | ---------------------------------- | ----------- |
| 1      | Team Bahrain Victorious            | 89h 46' 49" |
| 2      | UAE Team Emirates                  | + 6' 35"    |
| 3      | Groupama–FDJ                       | + 7' 18"    |
| 4      | Uno-X Pro Cycling Team             | + 7' 20"    |
| 5      | Ineos Grenadiers                   | + 11' 14"   |
| 6      | Bora–Hansgrohe                     | + 11' 15"   |
| 7      | Trek–Segafredo                     | + 17' 53"   |
| 8      | Intermarché–Wanty–Gobert Matériaux | + 18' 00"   |
| 9      | Movistar Team                      | + 24' 50"   |
| 10     | Team Jumbo–Visma                   | + 26' 44"   |